# 구미동 (성남시)
구미동(九美洞)은 대한민국 경기도 성남시 분당구의 법정동이다.

## 개요
구미동의 동명 유래는 일설에 의하면 마을 뒷산이 거북이 형국이라 구미(龜尾) 또는 구산(龜山)이라 한 데서 연유되었다고 한다. 또한, 전하는 바에 의하면 김해김씨, 밀양박씨, 문화유씨 등의 아홉 성씨가 각각 아홉 개의 작은 취락을 이루어 살고 있어 구성리(九姓里)로 불렀다. 그런데  9개 성씨가 그 음이 달라서 구음리(九音里)라고 하였고, 그 아홉 성씨가 모두 화목하게 살았고 사람들이 모두 순하기 때문에 구순(九順)으로 부르다가, 아름다운 일이 많다하여 구미리(九美里)라 부르게 되었다고 한다. 또한, 금곡리와 동원리 경계 들판 가운데 있는 산이 거북이 모양을 닮아 ‘거북이 그늘’ 즉, ‘구음’(龜陰)이라 한 데서 나온 이름이라고도 한다.
- 1914년 경기도 광주군 낙생면 구미리
- 1971년 경기도 성남출장소 관할로 편제
- 1973년 7월 성남시 구미동으로 개칭
- 1975년 3월 성남시 낙생출장소 금곡동 관할
- 1991년 9월 성남시 분당구 금곡동 관할
- 1996년 1월 15일 성남시 분당구 금곡동에서 행정동인 구미동으로 분동개소
- 2005년 3월 21일 구미동 일부와 동원동 일부를 금곡동에서 분리 금곡2동 설치
- 2008년 9월 22일 금곡2동을 구미1동으로 명칭 변경

## 법정동
- 구미동(九美洞)
- 동원동(東遠洞)

## 교육
- 구미초등학교
- 불곡초등학교
- 오리초등학교
- 구미중학교
- 불곡중학교
- 불곡고등학교

## 편의
- 애플플라자

## 아파트
| 단지명                        | 건설사                                  | 시행사                                  | 주소                | 입주        | 비고 |
| ----------------------------- | --------------------------------------- | --------------------------------------- | ------------------- | ----------- | ---- |
| 무지개마을 2단지 LG           | ㈜엘지건설                              | ㈜엘지건설                              | 분당구 구미로 50    | 1995년 7월  |      |
| 무지개마을 5단지 청구         | ㈜청구                                  | ㈜청구                                  | 분당구 무지개로 144 | 1995년 7월  |      |
| 무지개마을 3단지 신한·건영    | 신한㈜ 건영                             | 신한㈜ 건영                             |                     |             |      |
| 무지개마을 6단지 건영         | 건영                                    | 건영                                    |                     |             |      |
| 무지개마을 10단지 삼성건영    | 삼성물산㈜ 건설부문 건영                | 삼성물산㈜ 건설부문 건영                |                     |             |      |
| 무지개마을 7단지 라이프       | 라이프주택개발㈜                        | 라이프주택개발㈜                        | 분당구 구미로 143   | 1995년 11월 |      |
| 무지개마을 9단지 동아         | 공영토건㈜                              | 공영토건㈜                              |                     | 1995년 6월  |      |
| 까치마을 1단지 대우·롯데·선경 | 대우㈜ 건설부문 롯데건설 선경건설       | 대우㈜ 건설부문 롯데건설 선경건설       | 분당구 미금로 184   | 1995년 11월 |      |
| 까치마을 4단지 롯데·선경      | 롯데건설 선경건설                       | 롯데건설 선경건설                       | 분당구 미금일로 58  | 1995년 7월  |      |
| 하얀마을 그랜드빌             | 삼부토건 코오롱건설 삼성물산㈜ 건설부문 | 삼부토건 코오롱건설 삼성물산㈜ 건설부문 |                     | 1995년 8월  |      |
| 하얀마을 화이트빌             | 한일건설㈜ ㈜삼익 건영                  | 한일건설㈜ ㈜삼익 건영                  |                     |             |      |

- 대한주택공사
  - 무지개마을 4단지 주공 - 1995년 11월 입주 / 신원종합개발㈜
  - 무지개마을 12단지 주공 - 1995년 7월 입주 / ㈜두산개발, 인풍종합건설㈜
  - 까치마을 2단지 주공 - 1995년 4월 입주 / 국제종합건설㈜
  - 하얀마을 5단지 주공 - 1995년 8월 입주 / ㈜한양
  - 하얀마을 6단지 주공 (50년 공공임대) - 1996년 5월 입주 / 한일건설㈜